# Pastel (manga)
Pour les articles homonymes, voir Pastel (homonymie).
Pastel (ぱすてる, pasuteru) est un manga japonais de Toshihiko Kobayashi.
De genre ecchi, Pastel est essentiellement une romance juvénile axée sur le respect de l'autre. Ce manga a notamment attiré l'attention par la qualité de son graphisme.

## Synopsis
Pastel raconte l'histoire de Mugi Tadano, jeune adolescent dont le père, photographe, le laisse souvent seul. Mugi rencontre un jour une jeune fille, Yuu Tsukiyaki. Il apprend en rentrant chez lui qu'elle et sa sœur cadette, Tsukasa, vont habiter avec lui car devenues orphelines. De là, Mugi, amoureux de Yuu, tentera de protéger leur bien-être et de les rendre heureuses, tout en cherchant une solution pour se rapprocher d'elle.

## Manga
- Auteur et mangaka: Toshihiko Kobayashi
- Nombre de volumes disponibles au Japon: 44
- Prépublié dans: Shōnen Magazine[1]
- Publié par: Kōdansha
- Première publication: 17 novembre 2002
- Fin publication: 17 février 2017
- Début de prépublication:
- Statut: Parution terminé au Japon, inédit en France

## Inspiration
Pastel est probablement directement inspiré du précédent manga de l'auteur, Parallel, et de la tradition de romance juvénile des mangas.

## Personnages
Mugi Tadano (麦 只野)
Adolescent, il vit fréquemment seul chez lui car son père est photographe et voyage beaucoup. Il est un excellent cuisinier. Amoureux de Yū, il préfère ne pas lui avouer pour ne pas la déstabiliser dans une période de vulnérabilité.
Yū Tsukisaki (ゆう 月咲)
Adolescente, elle s'installe avec Mugi, d'abord en compagnie de sa sœur puis seule. Elle est gentille, belle et sait s'en servir, bien qu'assez prude voire naïve.
Tsukasa Tsukisaki (つかさ 月咲)
Jeune adolescente, elle est la sœur cadette de Yū, et est nettement plus dévergondée que sa sœur. Elle adore mettre Mugi mal à l'aise en abordant ou en faisant des choses osées.
Kazuki Sanmiya (一機 三宮)
Kazuki est le principal ami de Mugi. Très intéressé par les filles, il a la particularité, pour un manga, d'être noir et d'arborer une coiffure rasta.
Hinako Kayama (ひな子 加山)
Hinako est l'ancienne petite amie de Mugi. Plutôt réservée et très maladroite, elle est partie pour Tōkyō, mettant fin à leur relation.
Manami Sakiya (まなみ 崎谷)
Amie de longue date de Mugi, elle s'est découverte une attirance pour Mugi et tente de le convaincre de sortir avec elle.Mais a du abandonner et maintenant sort avec kazuki
Sayuri Watasa (さゆり 渡瀬)
Sorte de grande sœur pour Mugi, elle est un mannequin/actrice reconnue. Elle a appris la cuisine à Mugi, et se conduit fréquemment de façon quelque peu tyrannique avec lui.

## Produits dérivés
- Une figurine de Yuu, déshabillée.